# Bang Thy Head
Bang Thy Head è una raccolta di videoclip dei Quiet Riot, uscito nel 1986.

## Tracce
1. "Cum On Feel the Noize" (Holder, Lea) (Slade cover)
2. "Metal Health (Bang Your Head)" (Banali, Cavazo, Cavazo, DuBrow)
3. "Party All Night" (DuBrow)
4. "Mama Weer All Crazee Now" (Holder, Lea) (Slade Cover)
5. "The Wild And The Young" (Banali, Cavazo, DuBrow, Proffer, Wright)

## Lineup
- Kevin DuBrow - Voce
- Carlos Cavazo - Chitarra
- Rudy Sarzo - Basso (non accreditato)
- Chuck Wright - Basso
- Frankie Banali - Batteria